# Meunasah Geudong (Tanah Jambo Aye)
Meunasah Geudong is een bestuurslaag in het regentschap Aceh Utara van de provincie Atjeh, Indonesië. Meunasah Geudong telt 806 inwoners (volkstelling 2010).